# Lythe
Lythe är en ort i Storbritannien.   Den ligger i grevskapet North Yorkshire och riksdelen England, i den centrala delen av landet, 300 km norr om huvudstaden London. Lythe ligger 140 meter över havet och antalet invånare är 377.
Terrängen runt Lythe är huvudsakligen platt, men söderut är den kuperad. Havet är nära Lythe åt nordost. Runt Lythe är det ganska tätbefolkat, med 129 invånare per kvadratkilometer. Närmaste större samhälle är Whitby, 5,5 km öster om Lythe. Trakten runt Lythe består i huvudsak av gräsmarker.